# Big Mouth/Episodenliste
Diese Episodenliste enthält alle Episoden der US-amerikanischen Comedy-Zeichentrickserie Big Mouth, sortiert nach der US-amerikanischen Erstveröffentlichung. Die Fernsehserie umfasst acht Staffeln mit 81 Episoden.

## Übersicht
| Staffel | Episodenanzahl | Erstveröffentlichung |
| ------- | -------------- | -------------------- |
| 1       | 10             | 29. September 2017   |
| 2       | 10             | 5. Oktober 2018      |
| 3       | 1              | 8. Februar 2019      |
| 3       | 10             | 4. Oktober 2019      |
| 4       | 10             | 4. Dezember 2020     |
| 5       | 10             | 5. November 2021     |
| 6       | 10             | 28. Oktober 2022     |
| 7       | 10             | 20. Oktober 2023     |
| 8       | 10             | 23. Mai 2025         |

## Staffel 1
| Nr. (ges.) | Nr. (St.) | Deutscher Titel                                                    | Originaltitel                                        | Erstveröffentlichung USA | Deutschsprachige Erstveröffentlichung (D/A/CH) | Regie            | Drehbuch                                                    |
| ---------- | --------- | ------------------------------------------------------------------ | ---------------------------------------------------- | ------------------------ | ---------------------------------------------- | ---------------- | ----------------------------------------------------------- |
| 1          | 1         | Ejakulation                                                        | Ejaculation                                          | 29. Sep. 2017            | 29. Sep. 2017                                  | Joel Moser       | Nick Kroll, Andrew Goldberg, Jennifer Flackett & Mark Levin |
| 2          | 2         | Everybody Bleeds                                                   | Everybody Bleeds                                     | 29. Sep. 2017            | 29. Sep. 2017                                  | Bryan Francis    | Kelly Galuska                                               |
| 3          | 3         | Bin ich schwul?                                                    | Am I Gay?                                            | 29. Sep. 2017            | 29. Sep. 2017                                  | Mike L. Mayfield | Joe Wengert                                                 |
| 4          | 4         | Übernachtungsparty: Eine grauenhafte Tortur emotionaler Brutalität | Sleepover: A Harrowing Ordeal of Emotional Brutality | 29. Sep. 2017            | 29. Sep. 2017                                  | Joel Moser       | Jess Dweck & Victor Quinaz                                  |
| 5          | 5         | Mädchen sind auch geil                                             | Girls Are Horny Too                                  | 29. Sep. 2017            | 29. Sep. 2017                                  | Bryan Francis    | Emily Altman                                                |
| 6          | 6         | Bettgeflüster                                                      | Pillow Talk                                          | 29. Sep. 2017            | 29. Sep. 2017                                  | Mike L. Mayfield | Peter A. Knight                                             |
| 7          | 7         | Requiem für einen feuchten Traum                                   | Requiem for a Wet Dream                              | 29. Sep. 2017            | 29. Sep. 2017                                  | Joel Moser       | Duffy Boudreau                                              |
| 8          | 8         | Der Kopfschieber                                                   | The Head Push                                        | 29. Sep. 2017            | 29. Sep. 2017                                  | Bryan Francis    | Emily Altman, Jennifer Flackett & Mark Levin                |
| 9          | 9         | Ich hab Jessis Bat-Mizwa überlebt                                  | I Survived Jessi’s Bat Mitzvah                       | 29. Sep. 2017            | 29. Sep. 2017                                  | Mike L. Mayfield | Kelly Galuska                                               |
| 10         | 10        | Das Porniversum                                                    | The Pornscape                                        | 29. Sep. 2017            | 29. Sep. 2017                                  | Joel Moser       | Gil Ozeri                                                   |

## Staffel 2
| Nr. (ges.) | Nr. (St.) | Deutscher Titel                       | Originaltitel               | Erstveröffentlichung USA | Deutschsprachige Erstveröffentlichung (D/A/CH) | Regie         | Drehbuch        |
| ---------- | --------- | ------------------------------------- | --------------------------- | ------------------------ | ---------------------------------------------- | ------------- | --------------- |
| 11         | 1         | Bin ich normal?                       | Am I Normal                 | 5. Okt. 2018             | 5. Okt. 2018                                   | Bob Suarez    | Andrew Goldberg |
| 12         | 2         | Was ist bloß so besonders an Brüsten? | What Is It About Boobs?     | 5. Okt. 2018             | 5. Okt. 2018                                   | Bryan Francis | Kelly Galuska   |
| 13         | 3         | Der Schamgefühl-Hexer                 | The Shame Wizard            | 5. Okt. 2018             | 5. Okt. 2018                                   | Joel Moser    | Victor Quinaz   |
| 14         | 4         | Steve die Jungfrau                    | Steve the Virgin            | 5. Okt. 2018             | 5. Okt. 2018                                   | Bob Suarez    | Joe Wengert     |
| 15         | 5         | The Planned-Parenthood-Show           | The Planned Parenthood Show | 5. Okt. 2018             | 5. Okt. 2018                                   | Bryan Francis | Emily Altman    |
| 16         | 6         | Drug Buddies                          | Drug Buddies                | 5. Okt. 2018             | 5. Okt. 2018                                   | Joel Moser    | Gil Ozeri       |
| 17         | 7         | Guy Town                              | Guy Town                    | 5. Okt. 2018             | 5. Okt. 2018                                   | Bob Suarez    | Joe Wengert     |
| 18         | 8         | Dark Side of the Mops                 | Dark Side of the Boob       | 5. Okt. 2018             | 5. Okt. 2018                                   | Bryan Francis | Kelly Galuska   |
| 19         | 9         | Knutschen oder Pflicht?               | Smooch or Share             | 5. Okt. 2018             | 5. Okt. 2018                                   | Joel Moser    | Alex Rubens     |
| 20         | 10        | Das Pubertätsministerium              | The Department of Puberty   | 5. Okt. 2018             | 5. Okt. 2018                                   | Bob Suarez    | Gil Ozeri       |

## Staffel 3
| Nr. (ges.) | Nr. (St.) | Deutscher Titel                     | Originaltitel                      | Erstveröffentlichung USA | Deutschsprachige Erstveröffentlichung (D/A/CH) | Regie                            | Drehbuch |
| ---------- | --------- | ----------------------------------- | ---------------------------------- | ------------------------ | ---------------------------------------------- | -------------------------------- | --- |
| 21         | 1         | Ein monströser Valentinstag         | My Furry Valentine                 | 8. Feb. 2019             | 8. Feb. 2019                                   | Kim Arndt & Bob Suarez           | Teil 1: Buch: Emily Altman & Victor Quinaz Idee: Andrew Goldberg, Jennifer Flackett & Joe Wengert Teil 2: Buch: Gil Ozeri & Jaboukie Young-White Idee: Nick Kroll, Mark Levin & Kelly Galuska |
| 22         | 2         | Mädchen sind auch wütend            | Girls Are Angry Too                | 4. Okt. 2019             | 4. Okt. 2019                                   | Bob Suarez                       | Hayley Adams, JoEllen Redlingshafer & Kelsey Cressman |
| 23         | 3         | Cellsea                             | Cellsea                            | 4. Okt. 2019             | 4. Okt. 2019                                   | Bryan Francis                    | Joe Wengert |
| 24         | 4         | Besessen                            | Obsessed                           | 4. Okt. 2019             | 4. Okt. 2019                                   | Joel Moser                       | Kelly Galuska & Jaboukie Young-White |
| 25         | 5         | Florida                             | Florida                            | 4. Okt. 2019             | 4. Okt. 2019                                   | Kim Arndt                        | Victor Quinaz |
| 26         | 6         | Wie bekomme ich einen Orgasmus?     | How To Have An Orgasm              | 4. Okt. 2019             | 4. Okt. 2019                                   | Bob Suarez                       | Emily Altman |
| 27         | 7         | Duke                                | Duke                               | 4. Okt. 2019             | 4. Okt. 2019                                   | Bryan Francis                    | Gil Ozeri & Jak Knight |
| 28         | 8         | Rangfolgen                          | Rankings                           | 4. Okt. 2019             | 4. Okt. 2019                                   | Joel Moser                       | Kelly Galuska |
| 29         | 9         | Die ASSes                           | The ASSes                          | 4. Okt. 2019             | 4. Okt. 2019                                   | Kim Arndt                        | Joe Wengert & Max Silvestri |
| 30         | 10        | Der Film „Enthüllung“: Das Musical! | Disclosure the Movie: The Musical! | 4. Okt. 2019             | 4. Okt. 2019                                   | Bob Suarez                       | Emily Altman & Victor Quinaz |
| 31         | 11        | Supermund                           | Super Mouth                        | 4. Okt. 2019             | 4. Okt. 2019                                   | Bryan Francis & Mike L. Mayfield | Gil Ozeri |

## Staffel 4
| Nr. (ges.) | Nr. (St.) | Deutscher Titel                     | Originaltitel                 | Erstveröffentlichung USA | Deutschsprachige Erstveröffentlichung (D/A/CH) | Regie         | Drehbuch                                                     |
| ---------- | --------- | ----------------------------------- | ----------------------------- | ------------------------ | ---------------------------------------------- | ------------- | ------------------------------------------------------------ |
| 32         | 1         | Ein neues Ich                       | The New Me                    | 4. Dez. 2020             | 4. Dez. 2020                                   | Andres Salaff | Buch: Andrew Goldberg Idee: Andrew Goldberg & Patti Harrison |
| 33         | 2         | Die schlimmste Periode aller Zeiten | The Hugest Period Ever        | 4. Dez. 2020             | 4. Dez. 2020                                   | Bryan Francis | Kelly Galuska                                                |
| 34         | 3         | Arschgeburt                         | Poop Madness                  | 4. Dez. 2020             | 4. Dez. 2020                                   | Dave Stone    | Gil Ozeri                                                    |
| 35         | 4         | Die Cafeteria-Girls                 | Cafeteria Girls               | 4. Dez. 2020             | 4. Dez. 2020                                   | Andres Salaff | Emily Altman                                                 |
| 36         | 5         | Sonderfolge zum 11. September       | A Very Special 9/11 Episode   | 4. Dez. 2020             | 4. Dez. 2020                                   | Bryan Francis | Jak Knight                                                   |
| 37         | 6         | Nick Starr                          | Nick Starr                    | 4. Dez. 2020             | 4. Dez. 2020                                   | Dave Stone    | Victor Quinaz                                                |
| 38         | 7         | Vier Geschichten über Handarbeit    | Four Stories About Hand Stuff | 4. Dez. 2020             | 4. Dez. 2020                                   | Andres Salaff | Mitra Jouhari & Brandon K. Goodman                           |
| 39         | 8         | Die Beerdigung                      | The Funeral                   | 4. Dez. 2020             | 4. Dez. 2020                                   | Bryan Francis | Joe Wengert                                                  |
| 40         | 9         | Angst und Schrecken                 | Horrority House               | 4. Dez. 2020             | 4. Dez. 2020                                   | Dave Stone    | Emily Altman & Victor Quinaz                                 |
| 41         | 10        | Was willst du machen?               | What Are You Gonna Do?        | 4. Dez. 2020             | 4. Dez. 2020                                   | Andres Salaff | Gil Ozeri                                                    |

## Staffel 5
| Nr. (ges.) | Nr. (St.) | Deutscher Titel                              | Originaltitel                     | Erstveröffentlichung USA | Deutschsprachige Erstveröffentlichung (D/A/CH) | Regie                          | Drehbuch                     |
| ---------- | --------- | -------------------------------------------- | --------------------------------- | ------------------------ | ---------------------------------------------- | ------------------------------ | ---------------------------- |
| 42         | 1         | Null-Spritz-November                         | No Nut November                   | 5. Nov. 2021             | 5. Nov. 2021                                   | Bryan Francis                  | Gil Ozeri                    |
| 43         | 2         | Begnadete Körper                             | The Shane Lizard Rises            | 5. Nov. 2021             | 5. Nov. 2021                                   | Andres Salaff                  | Emily Altman & Victor Quinaz |
| 44         | 3         | Liebes-Käfer                                 | The Lovebugs                      | 5. Nov. 2021             | 5. Nov. 2021                                   | Henrique Jardim                | Kelly Galuska                |
| 45         | 4         | Das grünäugige Monster                       | The Green-Eyed Monster            | 5. Nov. 2021             | 5. Nov. 2021                                   | Bryan Francis                  | Joe Wengert                  |
| 46         | 5         | Thanksgiving                                 | Thanksgiving                      | 5. Nov. 2021             | 5. Nov. 2021                                   | Andres Salaff                  | Brandon Kyle Goodman         |
| 47         | 6         | Die besten Freunde sind die besten Liebhaber | Best Friends Make the Best Lovers | 5. Nov. 2021             | 5. Nov. 2021                                   | Henrique Jardim                | Mitra Jouhari                |
| 48         | 7         | Ich hasse dich abgrundtief                   | I F**king Hate You                | 5. Nov. 2021             | 5. Nov. 2021                                   | Bryan Francis                  | Jak Knight                   |
| 49         | 8         | Geile Weihnachten                            | A Very Big Mouth Christmas        | 5. Nov. 2021             | 5. Nov. 2021                                   | Tanner Kling & Henrique Jardim | Emily Altman & Joe Wengert   |
| 50         | 9         | Sugarbush                                    | Sugarbush                         | 5. Nov. 2021             | 5. Nov. 2021                                   | Andres Salaff                  | Victor Quinaz                |
| 51         | 10        | Die Re-Silvesterparty                        | Re-New Year’s Eve                 | 5. Nov. 2021             | 5. Nov. 2021                                   | Tanner Kling & Bryan Francis   | Gil Ozeri                    |

## Staffel 6
| Nr. (ges.) | Nr. (St.) | Deutscher Titel                          | Originaltitel                       | Erstveröffentlichung USA | Deutschsprachige Erstveröffentlichung (D/A/CH) | Regie            | Drehbuch         |
| ---------- | --------- | ---------------------------------------- | ----------------------------------- | ------------------------ | ---------------------------------------------- | ---------------- | ---------------- |
| 52         | 1         | Das Freudenhaus                          | The Hookup House                    | 28. Okt. 2022            | 28. Okt. 2022                                  | Bryan L. Francis | Gil Ozeri        |
| 53         | 2         | Zweiundzwanzig und du                    | Twenty Two and You                  | 28. Okt. 2022            | 28. Okt. 2022                                  | Alex Salyer      | Joe Wengert      |
| 54         | 3         | Vaginascham                              | Vagina Shame                        | 28. Okt. 2022            | 28. Okt. 2022                                  | Henrique Jardim  | Emily Altman     |
| 55         | 4         | Reis-Reinheitstest                       | Rice Purity Test                    | 28. Okt. 2022            | 28. Okt. 2022                                  | Bryan L. Francis | Victor Quinaz    |
| 56         | 5         | Andrew wird endlich einen Busen anfassen | Andrew’s Gonna Touch A Boob Tonight | 28. Okt. 2022            | 28. Okt. 2022                                  | Alex Salyer      | L. E. Correia    |
| 57         | 6         | Die Apple-Brosche                        | The Apple Brooch                    | 28. Okt. 2022            | 28. Okt. 2022                                  | Henrique Jardim  | Kelsey Krasnigor |
| 58         | 7         | Vater-Tochter-Verhältnis                 | Dadda Dia!                          | 28. Okt. 2022            | 28. Okt. 2022                                  | Bryan L. Francis | Gabe Liedman     |
| 59         | 8         | Asexuell funktioniert für mich           | Asexual Healing                     | 28. Okt. 2022            | 28. Okt. 2022                                  | Alex Salyer      | Shantira Jackson |
| 60         | 9         | Kaputte Eltern                           | The Parents Aren’t Alright          | 28. Okt. 2022            | 28. Okt. 2022                                  | Henrique Jardim  | Kelly Galuska    |
| 61         | 10        | Ein voll bekloppter Freitag              | F**ked Up Friday                    | 28. Okt. 2022            | 28. Okt. 2022                                  | Bryan L. Francis | Gil Ozeri        |

## Staffel 7
| Nr. (ges.) | Nr. (St.) | Deutscher Titel                                            | Originaltitel                                                     | Erstveröffentlichung USA | Deutschsprachige Erstveröffentlichung (D/A/CH) | Regie            | Drehbuch                                         |
| ---------- | --------- | ---------------------------------------------------------- | ----------------------------------------------------------------- | ------------------------ | ---------------------------------------------- | ---------------- | ------------------------------------------------ |
| 62         | 1         | Big Mouth an der Highschool (aber erst neun Folgen später) | Big Mouth’s Going to High School (But Not for Nine More Episodes) | 20. Okt. 2023            | 20. Okt. 2023                                  | Chris Ybarra     | Victor Quinaz                                    |
| 63         | 2         | Nebenhodenentzündung                                       | Epididymitis                                                      | 20. Okt. 2023            | 20. Okt. 2023                                  | Paul Scarlata    | Joe Wengert                                      |
| 64         | 3         | Der Ehrgeiz-Gremlin                                        | The Ambition Gremlin                                              | 20. Okt. 2023            | 20. Okt. 2023                                  | Bryan L. Francis | L. E. Correia                                    |
| 65         | 4         | Tagestrip                                                  | Day Tripping                                                      | 20. Okt. 2023            | 20. Okt. 2023                                  | Henrique Jardim  | Peter Kelly                                      |
| 66         | 5         | Abschluss                                                  | Graduation                                                        | 20. Okt. 2023            | 20. Okt. 2023                                  | Alex Salyer      | Brandon Kyle Goodman                             |
| 67         | 6         | Die internationale Show                                    | The International Show                                            | 20. Okt. 2023            | 20. Okt. 2023                                  | Alex Salyer      | Victor Quinaz, Jess Dweck & Brandon Kyle Goodman |
| 68         | 7         | Verpiss dich sofort aus meinem Haus                        | Get the F**k Outta My House                                       | 20. Okt. 2023            | 20. Okt. 2023                                  | Chris Ybarra     | Shantira Jackson                                 |
| 69         | 8         | Eine schlechte Nummer                                      | The Bad Hookup                                                    | 20. Okt. 2023            | 20. Okt. 2023                                  | Paul Scarlata    | Fran Gillespie                                   |
| 70         | 9         | Panik! Im Einkaufszentrum                                  | Panic! At the Mall                                                | 20. Okt. 2023            | 20. Okt. 2023                                  | Bryan L. Francis | Joe Wengert & Augustus Schiff                    |
| 71         | 10        | Ein Finger in der Zeit                                     | A Finger in Time                                                  | 20. Okt. 2023            | 20. Okt. 2023                                  | Henrique Jardim  | Gil Ozeri                                        |

## Staffel 8
| Nr. (ges.) | Nr. (St.) | Deutscher Titel                             | Originaltitel                              | Erstveröffentlichung USA | Deutschsprachige Erstveröffentlichung (D/A/CH) | Regie           | Drehbuch                      |
| ---------- | --------- | ------------------------------------------- | ------------------------------------------ | ------------------------ | ---------------------------------------------- | --------------- | ----------------------------- |
| 72         | 1         | Der Schulball                               | Homecumming                                | 23. Mai 2025             | 23. Mai 2025                                   | Henrique Jardim | Andrew Goldberg               |
| 73         | 2         | Cliquen, Ärsche und Sonics Schwanz          | Cliques, Pricks, and Sonic’s Dick          | 23. Mai 2025             | 23. Mai 2025                                   | Henrique Jardim | Mitra Jouhari                 |
| 74         | 3         | Wieso durchlaufen wir die Pubertät?         | Why Do We Go Through Puberty?              | 23. Mai 2025             | 23. Mai 2025                                   | Paul Scarlata   | Victor Quinaz                 |
| 75         | 4         | Lola Skumpy mit dem Führerschein            | Lola Skumpy: License to Drive              | 23. Mai 2025             | 23. Mai 2025                                   | Ross Bradley    | Jess Dweck                    |
| 76         | 5         | Rauche ich zu viel Gras?                    | Am I Smoking Too Much Weed?                | 23. Mai 2025             | 23. Mai 2025                                   | Alex Salyer     | L.E. Correia                  |
| 77         | 6         | Alle schauen Pornos                         | Everyone Watches Porn                      | 23. Mai 2025             | 23. Mai 2025                                   | Henrique Jardim | Walter Kelly & Jasmine Pierce |
| 78         | 7         | Hab doch etwas Mitgefühl                    | Have Some Goddamn Compassion               | 23. Mai 2025             | 23. Mai 2025                                   | Paul Scarlata   | Kelly Galuska                 |
| 79         | 8         | Kommunikation ist alles                     | Horny Talky Yes Please                     | 23. Mai 2025             | 23. Mai 2025                                   | Ross Bradley    | Joe Wengert                   |
| 80         | 9         | Alles, was ihr noch über Sex wissen solltet | Everything We Forgot to Tell You About Sex | 23. Mai 2025             | 23. Mai 2025                                   | Alex Salyer     | Emily Altman & Peter Kelly    |
| 81         | 10        | Das große Unbekannte                        | The Great Unknown                          | 23. Mai 2025             | 23. Mai 2025                                   | Henrique Jardim | Gil Ozeri                     |